# Районы местного самоуправления Южной Австралии
Территория австралийского штата Южная Австралия разделена 69 районов местного самоуправления. Выделяются несколько типов таких районов:
- сити (англ. City);
- сельские города (англ. Rural City);
- муниципалитеты/муниципальные советы (англ. Municipality/Municipal Council)
- окружные советы (англ. District Council);
- региональные советы (англ. Regional Council);
- аборигенные советы (англ. Aboriginal Council).

Почти 60 % территории штата находится под управлением Траста по развитию сообществ малонаселённых территорий (англ. Outback Areas Community Development Trust).

## Районы местного самоуправления
На территории штата Южная Австралия Аделаиды и Траста по развитию малонаселённых регионов 49 районов местного самоуправления. Они делятся на семь муниципальных районов (шесть и муниципального совета города) и 42 сельских района (советов, районных советов, региональных советов).
Есть также пять аборигенов советов, четыре из которых находятся в глубинке и Муррей ривер.
Каждый район местного самоуправления  находится в ведении совета, которые избираются жителями области. Председателем Совета является мэр в исполнении района местного самоуправления.
| Аборигенные советы | Карта районов местного самоуправления Южной Австралии                                                                                         | Малонаселённые |
| --- | --- | --- |
| - Эненги Питжантджаджара - Янкуньтьятьяра - Маралинга - Тжаруджа - Ялата - Непабунна - Герард Общественный совет | Карта районов местного самоуправления Южной Австралии                                                                                         | - Совет Кубер Педи - Муниципалитетный совет Роксби Даунс |
| Полуострова Эйр | Карта районов местного самоуправления Южной Австралии                                                                                         | Центральные |
| - Совет Цедуна - Стреки Бэй - Совет Дистит - Совет Вудинна Дистит - Совет Эллистон - Совет Кимба - Ловер Эйр - Совет Пенинсула - Порт Линкольн Сити - Совет Тумбу Бэй Дистит - Совет Клеве - Совет Франклин Харбор - Вхуалла сити - Порт Августа сити | Карта районов местного самоуправления Южной Австралии                                                                                         | - Совет Купер Кост - Йорк Пенинсула - Совет Дистрит - Совет Варунга Вест - Региональный совет Порт Пири - Региональный совет Вакфилд - Совет Маллала - Совет Лайт - Совет Баросса - Деревенские советы Клейр и Гилберт - Региональный совет Гоулер - Совет Нортерн Ареас - Совет Питербор Дистрит - Совет Маут Ремаклейб Дистрит - Совет Флиндерс Рангес - Совет Орроро Карритон Дистрит |
| Южные и Хиллз | Юго-Восточные | Муррей Малли |
| - Совет Кенгуру Исландс - Совет Ванкилла Дистрит - Совет Александрия - Виктор Харбор Сити - Совет Маунт Бекер | - Совет Грант - Совет Кингстон - Маунт Гамбир Сити - Совет Наракоорт Луциндейл - Совет Роб Дистрит - Совет Тиджура Дистрит - Совет Вэттл Рэнг | - Совет Мид Муррей - Совет Локстон Варкийе - Совет Берри Бармера - Совет Ренмарк Рангинга - Совет Карунга Эст Муррей - Совет Саутерн Маутар Дистрит - Муррей Бридж Рурэл Сити - Совет Корунг Дистрит |

### Аделаида
В Аделаиде 19 районов местного самоуправления. Здесь живут 1,5 миллиона жителей Южной Австралии. 
| Имя                                  | Совет            | Регион                | Год  | Площадь (км²) | Население (2006) | Примечания | Карта |
| ------------------------------------ | ---------------- | --------------------- | ---- | ------------- | ---------------- | --- | ----- |
| City of Adelaide                     | Adelaide         | Метрополитен Аделаиды | 1840 | 15,57         | 19 444           | Capital city of Южная Австралия 1840 Established as Adelaide Corporation 1843 Managed by the Colonial government, and then a commission 1852 Re-established 1919 Office of Mayor raised to Lord Mayor |       |
| Adelaide Hills Council               | Woodside         | Метрополитен Аделаиды | 1997 | 795,08        | 39 852           | Amalgamation of District Councils of East Torrens, Gumeracha, Onkaparinga and Stirling |       |
| City of Burnside                     | Tusmore          | Метрополитен Аделаиды | 1856 | 27,53         | 44 300           | 1856 Gazetted as District Council of Burnside 1935 Became the Municipality of Burnside 1943 Proclaimed the City of Burnside                                                                           |       |
| City of Campbelltown                 | Rostrevor        | Метрополитен Аделаиды | 1867 | 24,35         | 49 281           | 1867 Established as the District Council of Campbelltown 1946 Became the Town of Campbelltown 1960 Proclaimed the City of Campbelltown                                                                |       |
| City of Charles Sturt                | Woodville        | Метрополитен Аделаиды | 1997 | 52,14         | 106 995          | Amalgamation of City of Hindmarsh Woodville and the City of Henley and Grange |       |
| Town of Gawler                       | Gawler           | Метрополитен Аделаиды | 1857 | 41,1          | 20 730           | The Corporation of the Town of Gawler was established on 9 July 1857 as the residents were not happy that the town area was covered by three different district councils.                             |       |
| City of Holdfast Bay                 | Brighton         | Метрополитен Аделаиды | 1997 | 13,72         | 38 653           | Amalgamation of Glenelg and Brighton councils |       |
| City of Marion                       | Sturt            | Метрополитен Аделаиды |      | 55,5          | 84 142           | |       |
| City of Mitcham                      | Torrens Park     | Метрополитен Аделаиды | 1853 | 75,55         | 63 315           | First LGA formally founded after the City of Adelaide |       |
| City of Norwood Payneham & St Peters | Norwood          | Метрополитен Аделаиды |      | 15,1          | 36 128           | Amalgamation of the City of Kensington and Norwood, the City of Payneham and the Town of St Peters.                                                                                                   |       |
| City of Onkaparinga                  | Noarlunga Centre | Метрополитен Аделаиды | 1997 | 518,4         | 160 404          | Amalgamation of Cities of Happy Valley and Noarlunga with part of the District Council of Willunga.                                                                                                   |       |
| City of Playford                     | Elizabeth        | Метрополитен Аделаиды | 1997 | 344,9         | 77 469           | Amalgamation of City of Elizabeth and City of Munno Para |       |
| City of Port Adelaide Enfield        | Port Adelaide    | Метрополитен Аделаиды | 1997 | 97            | 111 455          | Amalgamation of Cities of Port Adelaide and Enfield |       |
| City of Prospect                     | Prospect         | Метрополитен Аделаиды |      | 7,81          | 20 910           | |       |
| City of Salisbury                    | Salisbury        | Метрополитен Аделаиды |      | 158,1         | 130 022          | |       |
| City of Tea Tree Gully               | Modbury          | Метрополитен Аделаиды |      | 95,21         | 100 155          | Originally part of Highercombe District Council. Became a separate district council in 1858. Reunited with Highercombe in 1935 under current name.                                                    |       |
| City of Unley                        | Unley            | Метрополитен Аделаиды |      | 14,29         | 38 465           | |       |
| Town of Walkerville                  | Gilberton        | Метрополитен Аделаиды |      | 3,57          | 7338             | |       |
| City of West Torrens                 | Hilton           | Метрополитен Аделаиды |      | 37,07         | 55 620           | |       |